# Flucitosina

La flucitosina (5 fluorocitosina, abreviado como 5-FC) es un antifúngico sintético utilizado para tratar micosis sistémica y profunda, en asociación con la anfotericina B. 

## Espectro de acción
El espectro de acción de la flucitosina es limitado debido a la frecuente resistencia que se desarrolla en contra de ella (en su mayoría debido a la disminución en la expresión de las enzimas importantes para su mecanismo de acción como permeasa y deaminasa); 
El fungicida y fungistático flucitosina es eficaz en el tratamiento de las infecciones con blastomicosis, candidiasis, y también es activo contra criptococosis (meningitis criptocócica). 

## Mecanismo de acción
La molécula puede penetrar en la célula fúngica a través de una permeasa (una proteína de la membrana de hongos) específica para citosina. En este punto se convierte en 5-FU (5-fluorouracilo) por una desaminasa. 
La flucitosina es un antimetabolito de pirimidina, que se incorporada en el ADN fúngico e impide la síntesis durante el proceso de replicación celular.
La 5-FC queda, como se mencionó, incorporada en el ADN del hongo, pero debido a la falta del terminal 3 ', no pueden agregarse otros nucleósidos, y la síntesis de ácidos nucleicos queda bloqueada.

## Efectos colaterales
- Disturbios gastrointestinales
- Anemia
- Leucopenia